# Байрак (Курганская область)
Байрак (тат. Терсәк, Байрак) — село в Шадринском районе Курганской области. Административный центр и единственный населенный пункт Байракского сельсовета.

## Этимология
Слово байрак происходит от тюркского «балка»; так обычно называется сухой, неглубоко взрезанный овраг, зачастую зарастающий травой либо широколиственным лесом.
Слово байрак распространено на юге Европейской части СССР, в лесостепной и степной зоне. От названия «байрак» происходит название байрачных лесов, где растут обычно следующие породы деревьев — дуб, клён, вяз, ясень, липа.

## История
До 1917 года в составе Кызылбаевской волости Шадринского уезда Пермской губернии. По данным на 1926 год село Терсюкское состояло из 348 хозяйств. В административном отношении являлось центром Терсюкского сельсовета Мехонского района Шадринского округа Уральской области.
В 1964 году Указом Президиума ВС РСФСР село Терсюкское переименовано Байрак.

## Население
| 1989 | 2002 | 2010 | 2012 | 2013 | 2014 | 2015 |
| ---- | ---- | ---- | ---- | ---- | ---- | ---- |
| 284  | ↘221 | ↘106 | ↘99  | ↘89  | ↘74  | ↘65  |
| 2016 | 2017 | 2017 | 2018 | 2019 | 2020 |      |
| ↘60  | ↘59  | ↗61  | ↘57  | ↘54  | →54  |      |

По данным переписи 1926 года в селе проживало 1681 человек (802 мужчины и 879 женщин), в том числе: татары составляли 100 % населения.
Население состоит из татар (89,8 %), также проживают
русские (5,6 %) и
башкиры (4,6 %).
Распространен ичкинский говор казанского диалекта татарского языка.